# Karl Wuhrmann

Karl Wuhrmann (1981)

Karl Wuhrmann (* 23. Juli 1912 in Kloten; † 16. September 1985 in Zürich; heimatberechtigt in Winterthur) war ein Schweizer Mikrobiologe und Hochschullehrer.

## Leben
Karl Wuhrmann war Sohn des gleichnamigen Sekundarlehrers und der Gertrud Wuhrmann, geborene Stadler. Er absolvierte von 1931 bis 1937 das Fachlehrerstudium für Naturwissenschaften an der ETH Zürich und promovierte 1937 zum Doktor der Naturwissenschaften (Dr. sc. nat.). 1937 heiratete er Maddalena Meyer, Tochter des Eugen Meyer. Von 1938 bis 1939 war Wuhrmann Assistent des Botanikers Albert Frey-Wyssling am pflanzenphysiologischen Institut der ETH Zürich.

## Schaffen
Von 1939 bis 1945 leitete Wuhrmann die neu gegründete Sektion für biologische Probleme der Materialprüfung bei der Eidgenössischen Materialprüfungsanstalt in St. Gallen. Ferner war er von 1946 bis 1980 Leiter der Abteilung Biologie der Eidgenössischen Anstalt für Wasserversorgung, Abwasserreinigung und Gewässerschutz.
Wuhrmanns Laufbahn an der ETH Zürich begann 1958 mit einer Privatdozentur, 1966 wurde er zum Titularprofessor ernannt. Es folgten 1968 die ausserordentliche, dann von 1972 bis 1980 die ordentliche Professur für Mikrobiologie der Wasserversorgung und Abwasserreinigung. Wuhrmann erforschte mit experimentellen Methoden die Biologie der Fliessgewässer.

## Schriften (Auswahl)
- Der Einfluss von Neutralsalzen auf das Streckungswachstum der Avena-Koleoptile. Eidgenössische Technische Hochschule Zürich, Promotionsarbeit, 1937 (online).